# Діброва (дендропарк)
Дібро́ва — дендрологічний парк загальнодержавного значення в Україні. Розташований у Богородчанському районі Івано-Франківської області, біля села Діброва, що за 30 км на південний захід від м. Івано-Франківськ. 
Площа 8 га. З 1980 року — парк-пам'ятка садово-паркового мистецтва. Сучасний статус з 1983 року. Закладений за систематичним принципом у 1972 році. Перебуває у віданні ДП «Солотвинський держлісгосп» (Богородчанське лісництво, кв. 27). 
У колекції, що налічує бл. 300 видів і форм рослин, представлені основні лісотвірні породи Передкарпаття, а також численні інтродуценти з багатьох континентів, серед яких є чимало рідкісних. Більшу частину колекції становлять хвойні породи, представлені 12 видами сосен (сосна чорна, жовта, сосна Коха, сосна Веймутова, румелійська, кедрова європейська, кедрова сибірська, густоцвіта) та кількома видами ялин (ялина аянська, шорстка, сербська, канадська, а також декоративні види ялини звичайної). У колекції є види, занесені до Червоної книги України: модрина польська, сосна кедрова європейська. З листяних порід — колекція беріз, яка налічує 12 видів, куточок далекосхідних видів та насіннєві плантації дуба північного.
При дендропарку є зоокуток (дикі свині). Облаштовані доріжки, альтанки, інформаційні стенди.